# 山田鐘人
山田鐘人（日语：／），日本漫畫家、漫畫原作者。

## 經歷
2009年，憑藉處女座《Class Shift》入選《週刊少年Sunday》舉辦的月例新人漫畫獎「漫畫學院」的獲獎作品。
2013年至2015年，在《週刊少年SundayーS》上連載擔任原作者的《無名氏究竟是誰？》。2016年至2017年，在《Sunday Webry》上連載《邊緣人博士與機器人少女的絕望烏托邦》，身兼原作者和漫畫家。
2020年，在《週刊少年Sunday》開始連載《葬送的芙莉蓮》。

## 作品

### 連載
- 《無名氏究竟是誰？》（作画：岡崎河亮、《週刊少年SundayーS》2013年6月号 - 2015年5月号，全5卷）
- 《邊緣人博士與機器人少女的絕望烏托邦》（《Sunday Webry》2016年9月27日 - 2017年12月5日，全2卷）
- 《葬送的芙莉蓮》（作画：阿部司、《週刊少年Sunday》2020年22･23合併号 - 連載中，已出版14卷）

## 風格
作品設定為魔法題材、近未來、科幻類等，非日常設定的故事比較多。劇情推進也給人一種稍微偏成熟的印象，節奏緩慢推進。